# Lee Sun-hee
Lee Sun-hee (koreanisch 이선희; * 21. Oktober 1978 in Seoul) ist eine südkoreanische Taekwondoin und Olympiasiegerin. Sie startete in der olympischen Gewichtsklasse bis 67 Kilogramm.

## Karriere
Lee Sun-hees erzielte ihre ersten großen internationalen Titelgewinne bei den Asienmeisterschaften. 1992 gewann sie ihren ersten Titel in Kuala Lumpur in der Gewichtsklasse bis 70 Kilogramm, 1996 folgte der zweite Titel in Melbourne in der Gewichtsklasse bis 60 Kilogramm. 1998 sicherte sie sich in dieser Gewichtsklasse Bronze sowie im selben Jahr Silber bei den Asienspielen in Bangkok. Bei den Olympischen Spielen 2000 in Sydney besiegte sie im Finale der Gewichtsklasse bis 67 Kilogramm Trude Gundersen mit 6:3 und wurde damit Olympiasiegerin. 2003 wurde sie zudem nach einem 5:2-Finalerfolg über Sandra Šarić in Garmisch-Partenkirchen Weltmeisterin. Ihren letzten Titelerfolg feierte sie mit dem Gewinn der Asienmeisterschaften 2004.